# Jeanne Dubut
Pour les articles homonymes, voir Dubut.
Jeanne Dubut, née à Angers le 6 septembre 1889 et morte à Nice le 6 janvier 1972, est une peintre française.

## Biographie
Élève de Ferdinand Humbert et d'Henry Lerolle, membre de la Société nationale des beaux-arts, elle prend part au Salon des indépendants dès 1927 et présente au Salon des artistes français de 1929 une Nature morte. 
Elle est en 1936 professeure de dessin au lycée de Bordeaux.
En 1937, elle reçoit le prix de nature morte de l'Union des femmes peintres et sculpteurs.